# Vittoria (Film)
Vittoria ist ein italienisches Filmdrama von Casey Kauffman und Alessandro Cassigoli aus dem Jahr 2024.

## Handlung
Jasmine lebt in Torre Annunziata in der Metropolregion Neapel und arbeitet in ihrem Friseursalon für Frauen, Californie. Ihr Mann ist Tischler und sie hat drei Söhne. Nach dem Tod ihres Vaters beginnt Jasmine davon zu träumen, dass er ihr ein kleines Mädchen schenkt. Von diesem Moment an beherrscht sie der Gedanke an eine Adoption. Nachdem sie die Meinung ihres ältesten Sohnes Vincenzo, der inzwischen im Salon seiner Mutter arbeitet, und ihres Mannes eingeholt hat, ohne jedoch ihre Absichten vollständig zu offenbaren, verkündet Jasmine bei einem Abendessen mit Freunden ihren Wunsch, ein Kind zu adoptieren. Es folgt ein heftiger Streit mit ihrem Mann, der mit der Adoption nicht einverstanden ist und stattdessen in eine Tischlerei auf Capri investieren möchte. Das Paar beschließt dennoch, das Verfahren einzuleiten, was aufgrund der Bürokratie und der Treffen mit Sozialarbeitern mit vielen Schwierigkeiten verbunden ist.
Nach einem Krankenhausaufenthalt von Vincenzo wegen einer Panikattacke ist Jasmine überzeugt, dass es zum Wohle der Familie besser ist, die Idee der Adoption aufzugeben. Acht Monate später steht Vincenzo kurz vor seiner Abreise nach Mailand und erinnert seine Mutter daran, ihren Traum nicht aufzugeben. Nach der Eröffnung der neuen Tischlerei auf Capri nimmt das Paar den Prozess wieder auf. Um die hohen Kosten der Adoption in Belarus zu decken, beschließen Jasmine und ihre Schwester, die Entschädigung zu akzeptieren, die der Stahlkonzern Ilva di Napoli ihnen schuldet, weil ihr Vater als Arbeiter dort jahrzehntelang Asbest eingeatmet hat und infolgedessen an Krebs starb. Als sie im Waisenhaus in Belarus ankommen, stellen die beiden fest, dass das ihnen zugewiesene Mädchen Vittoria aufgrund einer kognitiven Behinderung unter einer Sprachentwicklungsverzögerung leidet. Trotzdem verwirklicht Jasmine, unterstützt von ihrem Mann, der sich entschlossen hat, das Mädchen aufzunehmen, ihren Traum und nimmt Vittoria endlich in die Arme.

## Produktion
Vittoria ist der zweite Langfilm der Regisseure Kauffman und Cassigoli. Die Produktion wurde von Rai Cinema unterstützt. Der Film basiert lose auf der Lebensgeschichte der Hauptdarstellerin Marilena Amato, die bereits in Californie, dem vorherigen Film der Regisseure, eine Nebenrolle spielte. Bereits zwei andere Filme der Regisseure spielten in Torre Annunziata.
Der Film feierte seine Premiere im September 2024 bei den Internationalen Filmfestspielen von Venedig und kam am 3. Oktober in die italienischen Kinos. Er wurde auf weiteren Festivals gezeigt und erhielt verschiedene Auszeichnungen.
Intramovies hält die internationalen Vertriebsrechte.

## Rezeption
Camillo de Marco für Cineuropa: „Die Dialoge in Dialekt, die sorgfältig untertitelt sind, sind trocken, während die Regie mit ihrem dokumentarischen Ansatz und der Schnitt von Cassigoli und Kauffman [...] dem Film Dichte und Kompaktheit verleihen. Die Regisseure erzählten Cineuropa, dass ihre Zusammenarbeit mit dem Produzenten Nanni Moretti in der Postproduktionsphase äußerst fruchtbar war und dem Endprodukt die nötige Präzision verliehen habe.“
Lee Marshal für Screen Daily: „Obwohl Vittoria in einer sehr realen Umgebung angesiedelt ist, hat die Geschichte, die mit bewundernswerter Effizienz geschrieben ist und in der einzelne Szenen Bände sprechen, mehr als nur einen Hauch von Fabel. Wir befinden uns im Hier und Jetzt, aber Torre Annunziata wird als Mosaik verwirrender Fragmente dargestellt – Friseursalon, Friedhof, Familienhaus, religiöse Prozession, Feierlichkeiten der Napoli-Fußballfans, Containerhafen, verlassene Fabrik.“
Amber Wilkinson für Eye for Film: „Die zurückhaltende Atmosphäre des Dramas in der ersten Hälfte des Films mag zunächst etwas langatmig wirken, doch die Wirkung des emotionalen Höhepunkts, der später folgt, wird durch alles, was zuvor geschehen ist, noch verstärkt. Familie ist sowohl ein fortlaufender Prozess als auch das, was man selbst daraus macht.“

## Auszeichnungen (Auswahl)
- 2024: Arca CinemaGiovani Award und FEDIC Award der Internationalen Filmfestspiele von Venedig
- 2024: Goldener Alexander des Internationalen Filmfestivals Thessaloniki
- 2024: Goldener-Hahn-Nominierung in der Kategorie Bester Film und Auszeichnung für Marilena Amato als Beste Hauptdarstellerin
- 2024: Cairo International Film Festival in der Kategorie Bestes Drehbuch
- 2025: LUX-Nominierung für den Hauptpreis
- 2025: David-di-Donatello-Nominierung in der Kategorie Beste Produktion
- 2025: Filmfest-München-Nominierung in Wettbewerb Cinerebels